# Mirror's Edge
Mirror's Edge är ett actionäventyr och plattformsspel i förstapersonsperspektiv utvecklat av den svenska spelstudion EA Digital Illusions CE (DICE) och utgivet av Electronic Arts. Spelet tillkännagavs den 10 juli 2007 och släpptes till Xbox 360 och Playstation 3 i november 2008. En Microsoft Windows-version släpptes i januari 2009. Mirror's Edge drivs av Unreal Engine 3 med en tillagd ljusmotor utvecklat av Illuminate Labs i samarbete med DICE.
Mirror's Edge utspelas i ett futuristisk dystopiskt samhälle där kommunikationerna är kraftigt övervakade av en diktatorisk regering. Ett hemligt nätverk, vilka kallar sig för Runners, fungerar som kurirer för att skicka meddelanden och samtidigt kringgå regeringens övervakning. Spelets huvudperson är Faith Connors, som själv är en Runner. I stil med ett tredimensionellt plattformsspel styr spelaren Faith över hustak, över väggar, genom ventilationsschakt och andra platser inom stadsmiljöer, där man kringgår hinder med hjälp av parkour-inspirerade rörelser. Spelet har en färgglad stil och skiljer sig från de flesta tidigare förstapersonsspel då det ger en större rörelsefrihet med beaktande av sin 3D-miljö, vilket möjliggör ett bredare handlingsspektrum — som att glida under hinder, tumbling, springa på väggar och klättra över avsatser; genom att inte ha någon head-up display; och tillåta ett stort synfält där spelaren kan se sin karaktärs ben, armar och bål.
Mirror's Edge har fått mestadels positiva recensioner, där PC-versionen fått ett genomsnittsbetyg på 81 av 100 av Metacritic. Spelet fick beröm för dess unikhet och vidsträckta miljöer, och fått kritik för dess berättelse, trial and error och korta längd. Spelet vann Annual Interactive Achievement Award för Adventure Game of the Year. Ett soundtrack med remixer av låten "Still Alive" av den svenska sångerskan Lisa Miskovsky släpptes i november 2008. En sidescrollande mobilspel, också med titeln Mirror's Edge, släpptes till Ipad den 1 april 2010 och till Iphone den 2 september 2010. En portning av spelet släpptes till Windows Phone den 13 juli 2012, med tidig exklusivitetsperiod för ägare av Nokia Lumia-telefoner. En reboot under titeln Mirror's Edge Catalyst tillkännagavs på Electronic Entertainment Expo 2013.

## Synopsis

### Bakgrund

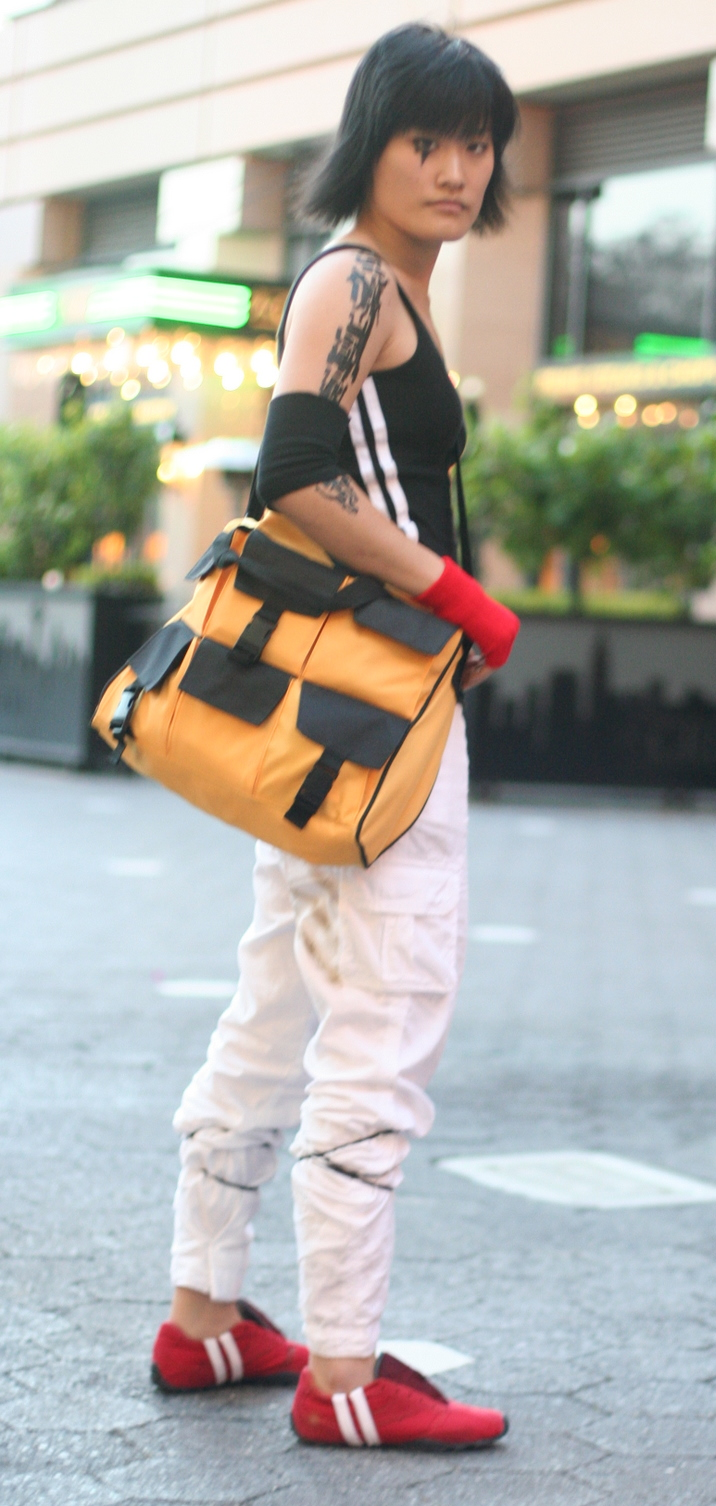
Cosplay av Faith Connors, huvudpersonen i Mirror's Edge.

Mirror's Edge utspelar sig i en icke namngiven "utopisk" stad där invånarna lever ett bekvämt liv och brottsligheten är nästan obefintlig. Men staden styrs av en dominerande och totalitär regim som övervakar all kommunikation, kontrollerar medier, spionerar på sina medborgare och har en policy som inbegriper direkt förbud mot rökning och alkohol. Staden håller även igång skenrättegångar och drivs på en skendemokrati. Arton år innan händelserna i spelet hade regimen öppnat eld mot en oppositionsgrupp, som protesterade mot deras styre, och dödade många civila. Under början av spelets berättelse närmar sig borgmästarvalet och en ny kandidat, Robert Pope, utmanar den sittande borgmästaren Callaghan genom avregleringslöften.
Huvudpersonen i Mirror’s Edge är den 24-åriga Faith Connors, som har en tatuering runt högra ögat, som symboliserar spelets logotyp. Faith tjänar sitt uppehälle som en Runner, en kurir som levererar fysiska kommunikéer runt staden. Hennes tjänster tas emot av revolutionära grupper som undviker att kommunicera via strängt bevakade telefon- och e-postkanaler. Faiths inställning till den totalitära regeringen har sina rötter i hennes förflutna; hennes föräldrar var aktiva i proteströrelser när hon var ung och de deltog i en kampanj för att förhindra staden från att bli styrd av den förtryckande regimen. Hennes mamma dödades under "November-upploppen", fredliga protester som fick katastrofala följder. Faith rymde hemifrån när hon var 16 år och levde som en tjuv på stadens gator. Faith blev en Runner efter att hon träffade Mercury (eller Merc), en före detta Runner som nu tränar upp nyanställda, hittar jobb åt dem och förser dem med underrättelser och radiostöd. Övriga karaktärer i spelet inkluderar Faiths syster, Kate Connors, en av stadens poliser; Drake, en annan Runner-tränare; Faiths vänner Celeste och Kreeg, Runners som också tränats upp av Merc; och Jacknife, en före detta Runner.

### Handling
Spelet börjar med att Faith gör en leverans till Runner Celeste. Efter det får hon veta att hennes syster Kate kan vara i trubbel vid Popes kontor. När hon anländer dit hittar hon Kate stående bredvid Popes döda kropp. Kate tror att någon vill sätta dit henne för mordet och ber därför Faith att ta reda på orsaken. Faith hittar en papperslapp med namnet "Icarus" i Popes hand. Kate vägrar att fly med Faith, då hon tror att det skulle få henne att verka skyldig, och blir arresterad. Faith får veta från Jacknife, en före detta Runner att Popes säkerhetschef, den före detta brottaren Travis "Ropeburn" Burfield kan vara kopplad till Popes mord. Faith möter kommissarie Miller, på Kates befallning, och undviker att bli gripen. I Ropeburns kontor hör hon när han ordnar ett möte på en ny plats i innerstan. Vid mötet blir Faith upptäckt av Ropeburn och blir anfallen, men Faith får övertaget och knuffar ner honom från taket. När han hänger från takräcket försöker hon förhöra Ropeburn, men innan han kan avslöja något blir han skjuten av en okänd mördare.
I brist på andra ledtrådar undersöker Faith ett bevakningsföretag som har börjat hjälpa polisen i deras tillslag mot Runners. Hon får reda på att de ligger bakom "Project Icarus", ett program som har som syfte att utbilda företagets styrkor i parkour-stil för att kunna jaga och eliminera Runners. Faith följer Ropeburns mördares spår till en båt i en hamn. Efter att Faith jagar ifatt en okänd person visar det sig att mördaren är Celeste, som är i maskopi med Project Icarus för att hålla sig säker, och Celeste varnar Faith för att göra samma sak. När polisen anländer går Celeste på flykt.
Med Kate dömd för mordet på Pope planerar Merc ett sätt för Faith att göra ett bakhåll mot en poliskonvoj som transporterar henne till fängelset, och Faith hjälper till att befria Kate. Hon ger Kate sin öronsnäcka som hon och Merc använder och talar om för henne att han kommer att vägleda henne tillbaka till sitt gömställe. När Faith återvänder till gömstället finner hon det i ruiner, med Merc svårt sårad och Kate omhändertagen. Innan Merc dör av sina skador berättar han för Faith att Kate befinner sig i skyskrapan Shard, som innehåller borgmästare Callaghans kontor och de dataservrar som driver stadens övervakningssystem. Med Millers hjälp kan Faith kunna komma in i borgmästarens kansli, och förstör många av servrarna för att ta sig till taket. På taket hittar hon Kate som står under vapenhot av Jacknife. Jacknife avslöjar att han också är en del av Project Icarus, och har varit en del av planen från första början för att locka till sig alla Runners från deras gömställen. Jacknife försöker ta Kate till en väntande helikopter, men Faith hoppar ombord innan den lämnar taket och sparkar Jacknife ut ur helikoptern. Jacknife råkar då skjuta ner helikopterpiloten och faller mot sin död. Faith hjälper Kate fly från den fallande helikoptern.
Under eftertexterna rapporterar stadens medier att Faiths handlingar har bara tjänat till att intensifiera Project Icarus, och att Faith och Kate fortfarande är efterlysta för mordet på Pope. Men med övervakningssystemet skadat uppmanas befolkningen att undvika att använda elektroniska kommunikationsmedel till deras "säkerhet" har blivit återställd. Faiths och Kates tillhåll förblir okänt.

## Spelupplägg
Mirror's Edge syftar till att "förmedla spänning och den fysiska kontakten med spelmiljön", enligt chefsproducenten Owen O'Brien, och ge rörelsefrihet som aldrig tidigare skådats i andra förstapersonsspel. Detta uppnås inte bara av rörelser i form av parkour och free running utan också genom att knyta kamerarörelserna närmare till spelkaraktärens rörelser. Kameran skakar snabbare när Faith ökar sin löphastighet och den snurrar när hon gör en kullerbytta. Även spelkaraktärens armar, ben och bål kan visas synliga när man gör olika rörelser, och deras synlighet används för att förmedla rörelser och löphastighet.
Med ett sådant stort fokus på rörelser är det nödvändigt spelaren håller farten, vilket sker genom ett ständigt flöde av handlingar som skapar en lång rad av rörelser. Om man misslyckas med att verkställa dessa rörelser blir följden att man förlorar fart, vilket gör att Faith riskerar att falla från avsatser. Kontrollsystemet är förenklat genom att kontrollerna är sammanhangkänsliga, upp-knappen gör så att Faith kan passera ett hinder på det sätt som passar bäst i sammanhanget, till exempel genom att hoppa, rulla, klättra eller att använda Ziplines. Ned-knappen gör så att hon kan utföra andra manövrar till exempel slå kullerbyttor eller glida på marken.
För att underlätta för spelaren att skapa dessa rörelsekedjor kan spelaren använda ett system som kallas för Runner Vision, som fått sitt namn från dess syfte: att skildra miljön hur en Runner skulle uppfatta den, att direkt finna en flyktväg. Det är ett belysningssystem som betonar vissa miljödelar såsom rör, ramper eller dörrar, med röd färg som spelaren kan använda för att ta sig igenom spelnivåerna. Det används också för att skapa en sorts pussel där spelaren måste lista ut hur man kombinerar de betonade miljödelarna i en rörelsekedja för att kunna ta sig vidare. Ett annat sätt att understödja spelaren är ett system som kallas för "Reaction Time", som är en form av slow-motiontid som gör så att spelaren har tid att planera vart man ska gå utan att förlora farten.
Trots att spelaren kan bära på skjutvapen säger O'Brien att "Detta är ett actionäventyr. Vi betraktar inte detta som ett skjutspel. Fokuset är inte på vapnet, utan på personen." Spelet fokuserar på att leta efter den bästa vägen genom spelets miljöer, medan strider spelar en sekundär roll. Följaktligen kan man skaffa vapen genom att avväpna en fiende, men när magasinet är tomt måste vapnet kastas. Dessutom, när man bär på vapen saktas man ner, vilket hindrar spelaren från att göra vissa rörelser. Det krävs snabba strategiska beslut för att avgöra om spelaren ska springa vidare eller skjuta på fiender. Utvecklarna hävdar att det är möjligt att klara av hela spelet utan att avfyra ett enda vapen.

## Utveckling

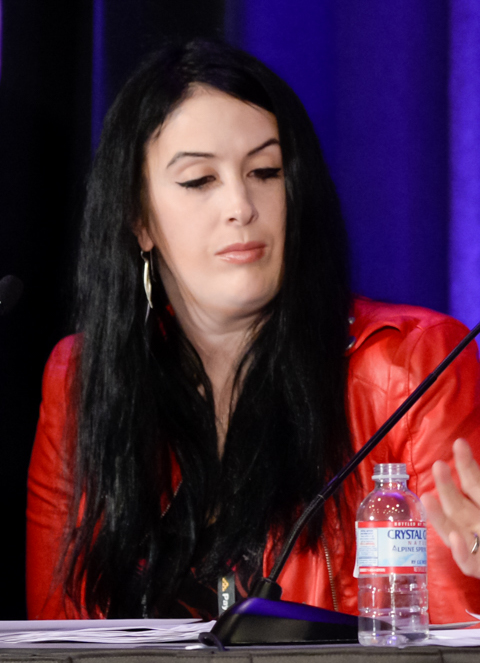
Spelets manus skrevs av Rhianna Pratchett.

2007 berättade DICE:s creative director Ben Cousins för GamesIndustry.biz att studion var ute efter att skapa "något nytt och intressant", och förutsåg ett behov av att diversifiera bort från den framgångsrika spelserien Battlefield som spelstudion var känd för.
I juni 2007 avslöjade Computer and Video Games att DICE jobbade på ett projekt vid namn Mirror's Edge. Spelet beskrevs felaktigt som en förstapersonsskjutare, men planerades med avsikt att "skaka om hela genren". Den 10 juli 2007 blev Mirror's Edge officiellt utannonserat av Electronic Arts. På Game Developers Conference i San Francisco i februari 2008 visades den första demonstrationen av spelet. På Sony PlayStation Day i London den 6 maj 2008 avslöjades den första gameplay-videon av spelet.
Enligt O'Brien "frågar [Mirror’s Edge] om hur mycket av din personliga frihet du är villig att ge upp för ett bekvämt liv. Det är inte en flicka som står emot denna polisstatsdiktatur. Det är mer subtilt än så." O'Brien nämnde den amerikanska TV-serien Firefly och filmen Serenity som inspirationskällor. "Vårt andra tema är att du inte kan tvinga andra människor att leva efter dina regler och ert samhälle, även om ert samhälle är bättre", säger han. "I Serenity säger faktiskt The Operative: "Detta är inte ett ondskans imperium. Vi kan bara inte förstå varför du inte vill vara en del av vår glada klubb." Uppenbarligen går de för långt, och det är typ av vad som också händer i vårt spel." Författaren Rhianna Pratchett har sagt att spelets berättelse undersökte varför medborgarna skulle acceptera ett liv i ett samhälle där deras personliga val var mycket begränsade. Det har också tittat på skälen som människor kan ha för att försöka leva utanför systemet och vad följden kan bli av detta. Samhället som skildras i spelet var någonstans mellan vad George Orwell beskrev som en "anti-utopi" och kontrollsamhälle.
Mirror's Edge har en distinkt visuell profil, med mestadels vita utemiljöer och som tydligt saknar gröna färger (till exempel visas träd och bladverk som helt vita i stället för sina naturliga färger), utmärkta av en avsiktlig användning av starka primärfärger. Enligt Senior Producer Owen O'Brien tillåter det stilistiska valet att spelaren kan fokusera på Runner Visions vägledning, samt fungera som en hälsomätare; färgerna blir mindre mättade när Faith börjar ta skada. Spelet använder sig av Epic Games spelmotor Unreal Engine 3 i stället för DICE:s egna Frostbite Engine, eftersom utvecklingen av Mirror's Edge började innan Frostbites utveckling var slutförd. Ett belysningssystem vid namn "Beast" utvecklades för Unreal Engine av Illuminate Labs i samarbete med DICE. Den nya programvaran skulle accentuera Mirror’s Edges olika grafiska stilar, genom att skapa reflektioner av färger och ljus. För att ta itu med de många simuleringsproblemen som är synkroniserade med kamerans rörelsefrihet i förstapersonsperspektiv placerade man ett litet hårkors i mitten av skärmen. Hårkorset fungerar som en rikt- och brännpunkt för att förhindra spelaren från att få yrsel. Bortsett från detta hårkors (som kan döljas av spelaren) innehåller inte spelet någon heads-up display.
Demoversionen av Mirror’s Edge, som består av spelets prologkapitel, släpptes via Playstation Store den 30 oktober 2008, följt av Xbox Live Marketplace den 31 oktober. Den 7 november 2008 meddelade DICE att Mirror’s Edge hade uppnått guldstatus och Playstation 3- och Xbox 360-versionerna skulle skeppas till återförsäljare den 13 november. Den 16 januari 2009 släpptes en Microsoft Windows-version av spelet. PC-versionen har stöd för NVIDIA:s PhysX, grafiska förbättringar och fysik till glas, rök och mjuka material. Spelet innehåller aktiveringsbaserad SecuROM v7.x DRM-mjukvara, såvida det inte köpts från Steam.

## Mottagande
| Mottagande                | Mottagande                                                                                |
| Samlingsbetyg             | Samlingsbetyg                                                                             |
| Tjänst                    | Betyg                                                                                     |
| ------------------------- | ----------------------------------------------------------------------------------------- |
| Gamerankings              | 80.23% (30 recensioner) (PC) 79.53% (74 recensioner) (X360) 78.67% (51 recensioner) (PS3) |
| Metacritic                | 81/100 (44 recensioner) (PC) 79/100 (82 recensioner) (X360) 79/100 (66 recensioner) (PS3) |
| Recensionsbetyg           |                                                                                           |
| Publikation               | Betyg                                                                                     |
| 1UP.com                   | A-                                                                                        |
| Computer and Video Games  | 9/10                                                                                      |
| Edge                      | 5/10                                                                                      |
| Electronic Gaming Monthly | A-, B+, B                                                                                 |
| Eurogamer                 | 8/10                                                                                      |
| Game Informer             | 8/10                                                                                      |
| Gamespot                  | 7/10 (Xbox 360)                                                                           |
| Gamespy                   | [ 61 ]                                                                                    |
| Gametrailers              | 8.3/10                                                                                    |
| IGN                       | 8.5/10 (PC) 7.4/10 (PS3)                                                                  |
| Official Xbox Magazine    | 9.5/10                                                                                    |
| Play Magazine             | 9/10                                                                                      |
| Videogamer.com            | 9/10                                                                                      |
| Gamereactor               | 8/10                                                                                      |

Mirror's Edge har fått blandade betyg, men majoriteten av dem har varit positiva. PC-versionen av spelet har fått genomsnittsbetyget 81/100 enligt Metacritic och betyget 80,23% från GameRankings. Konsolversionerna har fått genomsnittsbetyget 79/100 enligt Metacritic.
Official Xbox Magazine gav spelet betyget 9,5 av 10 och berömde spelets "lysande känsla för rörelse och gameplay." Play gav spelet 9 av 10, medan GameTrailers gav den 8,3 av 10.  Computer and Video Games gav också ett positivt betyg och skrev att spelet hade "en lysande och unik upplevelse, även om de små skjutsekvenserna inte riktigt håller måttet." IGN gav spelet 8,3 av 10, och betraktade spelet som ett "spännande och elegant äventyr", men "det första kapitlet av en franchise som inte riktigt står på sina fötter." Ian Bogost av Gamasutra berömde spelet för att vara okonventionell, och betraktar spelet som "ett skjutspel som gör att man hatar att skjuta."
Ett flertal spelkritiker hade delade åsikter om spelets stilistiska val. Edge gav spelet 5 av 10, och skrev att spelnivåerna kändes krystade och att det inte fanns någon verklig valfrihet genom nivåerna, utan bara flera förutbestämda banor. The Guardian noterade spelets korta längd, och många recensioner kritiserade spelets "trial and errors”. Trots att de gav spelet betyget 8 av 10 ogillade Eurogamer spelets handling för att vara ganska svamlig, och tillade att "(Mirror's Edge) kommer att dela publiken i mitten... En del kommer att kunna förbise dess gapande brister, men andra kommer aldrig att uppskatta dess briljanta stunder, och båda positioner är försvarliga...". "Andra recensenter ifrågasatte spelets stilistiska val på spelets animerade filmsekvenser, och dess ”trånga” känsla av några av spelets nivåer.
Kevin VanOrd från GameSpot gav betyget 7/10. I hans recension säger han att "Precis som sin hjältinna, Faith, försöker Mirror's Edge att hoppa över några betydande hinder, men till skillnad från Faith kan man inte alltid klara av hoppet. Detta är en modern variant av ett gammaldags plattformsspel, där man antas spela och spela om hopp-, grepp- och glidsekvenser tills man klarar av dem, eller åtminstone tillräckligt för att fortsätta jakten. Men till skillnad från sina föregångare handlar Mirror's Edge mer om hastighet och fart, och när man kan koppla sina rörelser i en felfri kombination av silkeslena rörelser är det ytterst spännande och tillfredsställande. Tyvärr har Mirror's Edge en tendens att snubbla över sina egna fötter, vilket får en att halka och glida konstant för att sedan genomgå ett tradigt hopp-pussel eller disiga mål som man måste sätta bromsarna på."
"När man har hittat den bästa vägen genom en särskilt svår situation är det spännande att rusa igenom den utan att bekymra sig över att stoppas. Men detta händer inte den första gången, eller ens den femte gången man ska göra det. Man måste experimentera och finslipa sina färdigheter, då ett enkelt misstag kan få en att störta ner på gatan, eller kommer åtminstone stoppa ens steg." VanOrd noterar också spelets laddningsproblem och dess otillfredsställande vapenattacker, men i övrigt tycker han att spelupplevelsen är förtjänt. "Mirror Edge är många saker: uppfriskande, upprörande, uppfylld och förvirrande". Det är inte för alla, och det snavar ofta för ett spel som håller hastigheten på en så hög aktning. Men trots alla dess svagheter och frustrationer gör det ett imponerande hopp; men den klarar dock inte av landningen."

### Försäljning
Utvecklarna var övertygade om att Mirror’s Edge skulle sälja totalt tre miljoner exemplar, men i februari 2009 rapporterade Electronic Arts att spelet hade sålts cirka en miljon exemplar. Enligt en domstolshandling under oktober 2010 som hörde till den juridiska konflikten mellan EA och Edge Games hade Mirror's Edge sålt mer än två miljoner exemplar över hela världen, varav 750 000 av dessa kopior såldes i Nordamerika. Iphone-versionen av spelet har sålt mer än 37 000 exemplar. I juni 2013 avslöjade vice VD för EA Games att spelet har sålt "cirka 2,5 miljoner exemplar".

## Musik
Musiken i spelet är gjord av Magnus Birgersson, vars artistnamn är Solar Fields. Albumet, vid namn Still Alive – the Remixes, gavs ut den 11 november 2008.
Den 7 oktober 2008 utannonserade EA ett remixalbum med låten Still Alive sjungen och skriven av Lisa Miskovsky, producerad i samarbete med Teddybears, Benny Benassi, Paul van Dyk, Junkie XL och Armand Van Helden. Trots att låten delar samma namn som eftertextsången i datorspelet Portal är båda låtarna orelaterade. Albumet släpptes den 11 november 2008 med titeln Still Alive – the Remixes. Albumet ingick gratis i standardspelet i senare versioner för alla plattformar.
| 1.  | Introduction               | Solar Fields   | 5:34 |
| 2.  | Edge & Flight              | Solar Fields   | 6:55 |
| 3.  | Jacknife                   | Solar Fields   | 6:25 |
| 4.  | Heat                       | Solar Fields   | 7:01 |
| 5.  | Ropeburn                   | Solar Fields   | 7:15 |
| 6.  | New Eden                   | Solar Fields   | 7:52 |
| 7.  | Pirandello Kruger          | Solar Fields   | 7:08 |
| 8.  | Boat                       | Solar Fields   | 7:30 |
| 9.  | Kate                       | Solar Fields   | 7:13 |
| 10. | Shard                      | Solar Fields   | 7:16 |
| 11. | Still Alive                | Lisa Miskovsky | 4:34 |
| 12. | Still Alive (Instrumental) | Lisa Miskovsky | 4:28 |

## Expansioner och uppföljare
Den 4 december 2008 tillkännagav EA skapandet av sju helt nya tempokartor för Mirror's Edge, med beräknad släpp i januari 2009. Enligt Owen O'Brien "har rörelsefriheten och förstapersonskontrollen varit den mest populära aspekten av Mirror's Edge så vi bestämde oss för att destillera dessa ner till dess renaste form för det här kartpaketet... Vi valde medvetet en mer abstrakt estetik som fortfarande är inom vår särskiljande konststil och fokuserade senare på flödet och spelmekaniken för att skapa en upplevelse och utmaning som skiljer sig mycket från huvudspelet." I januari 2009 angavs släppdatumet 29 januari. Släppdatumet försenades till 19 februari 2009, då" Time Trial Map Pack" gjordes tillgängligt som nedladdningsbart innehåll till Xbox 360, Playstation 3 och PC. En åttonde karta finns tillgängligt exklusivt för Playstation 3-versionen av spelet.
Ett sidscrollande webbläsarspel baserat på Mirror's Edge, med titeln Mirror's Edge 2D släpptes av Electronic Arts i samarbete med indieutvecklaren Borne Games. Spelet liknar och använder den modifierade motorn i Bornes populära spel Fancy Pants Adventures. En betaversion släpptes den 11 november 2008 med en spelnivå, och en ny betaversion med tre nivåer släpptes den 24 februari 2009. Utvecklarens webbplats konstaterar att "hela Mirrors Edge 2D har släppts, men vi är fortfarande i beta."
En version av Mirror's Edge för Iphone och Ipod Touch tillkännagavs den 2 december 2009. Det är ett sidscrollande spel med 3D-grafik, med 14 nivåer och dynamiska kameravinklar, och var planerad att släppas i januari 2010. Det avslöjades senare att Iphone- och Ipod Touch-versionerna var tillbakapressade till ett släppdatum i april. EA Mobile släppte Mirror's Edge till Iphone och Ipod touch den 1 september 2010. En Ipad-version släpptes den 1 april 2010. Spelet portades även till Windows Phone år 2012.

### Prequel
Ett nytt spel inom Mirror's Edge universumet avslöjades på Electronic Arts pressevent på Electronic Entertainment Expo 2013 och som skulle släppas på Microsoft Windows, Mac OS, Playstation 4 och Xbox One på en obestämd tid. Spelet har bekräftats vara en prequel till Mirror's Edge och som berättar om Faiths bakgrund, och som kommer att köras på spelmotorn Frostbite 3. Electronic Arts bekräftade senare att spelet kommer att vara ett "öppet actionäventyr". Enligt DICE general manager Karl Magnus Troedsson kommer spelet ha en stridsmekanik som är mer raffinerad än i det första spelet. I januari 2014 meddelade författaren Rhianna Pratchett på Twitter att varken hon eller någon annan av det första spelets författare skulle medverka i utvecklingen av det nya spelet. Några prototyper av spelet presenterades på Electronic Entertainment Expo 2014. Den 8 juni 2015 registrerade EA ett varumärke för det kommande Mirror's Edge-spelet Mirror's Edge Catalyst, som senare bekräftades som spelets officiella titel följande dag den 9 juni. På Gamescom 2015 avslöjades att det blir en omstart av Mirrors Edge-universumet.